# 伊達基実
伊達 基実（だて もとざね）は、江戸時代前期の武士。仙台藩一門第二席・亘理伊達家第4代当主。

## 生涯
寛文3年（1663年）、亘理伊達家第3代当主・伊達宗成の子として生まれる。幼名は千代松。
寛文10年（1670年）、父・宗成の死去にともない、8歳にして家督を相続する。寛文11年（1671年）3月、大老酒井忠清邸で刃傷沙汰（寛文事件）が発生すると、事件を起こしたとされる原田宗輔の母・慶月院（伊達政宗の娘。基実の大伯母）の身柄を預けられたが、慶月院は同年7月に絶食して自害したため、遺体を陽林庵の片隅に埋葬した。
寛文13年（1673年）9月13日に元服し、藩主・伊達綱基の偏諱を受けて基実と名乗る。延宝3年（1675年）、伊東家の養子となっていた叔父・伊東重定が改易されると、身柄を預かって亘理領内の新地に閑居させた。
延宝7年（1679年）7月9日に切添新田として亘理郡のうち295貫681文、宇多郡のうち81貫60文、あわせて376貫741文を加増され、所領は合計2,385貫302文となった。
延宝9年（1681年）9月、先代の藩主綱宗の娘・夏姫を正室に迎えたが、翌天和2年（1682年）1月25日、仙台城下の亘理屋敷において疱瘡により死去した。享年20。
基実には子がいなかったため、亘理伊達家は断絶・減封の危機を迎えたが、母・清霄院らの訴えにより、岩出山伊達宗敏の二男・中村宗氏を基実の妹・虎乙の婿に迎えての完全相続が許され、亘理領は保全された（「天和の訴願」）。この時、亘理伊達家が祖先実元・成実の功績を述べ立てて、亘理領の完全相続を求めた訴状の文面は、後に『亘理忠儀記』としてまとめられた（昭和56年（1981年）、亘理町により文化財指定）。

## 系譜
- 父：伊達宗成
- 母：伊達宗重の娘・清霄院

- 正室：夏姫（伊達綱宗の娘。基実没後に伊達村隆に再嫁）

- 養子：伊達実氏（宗氏） - 岩出山伊達宗敏の二男。基実義弟

```
　　　　　　　　　　　　　　　　　┏伊達綱村（綱基）
　　　　　┏伊達忠宗━━伊達綱宗━┫
　　　　　┃　　　　　　　　　　　┗夏姫
　　　　　┃　　　　　　　　　　　　　┃
伊達政宗━╋伊達宗実━━伊達宗成　┏伊達基実
　　　　　┃　　　　　　　┣━━━┫
　　　　　┃　　　　　　清霄院　　┗虎乙
　　　　　┃　　　　　　　　　　　　　┃
　　　　　┗伊達宗泰━━伊達宗敏━━伊達実氏（宗氏）

```